# Spirama rosacea
Spirama rosacea är en fjärilsart som beskrevs av Butler 1889. Spirama rosacea ingår i släktet Spirama och familjen nattflyn. Inga underarter finns listade i Catalogue of Life.